# Свято-Успенська церква (Радехів)
Свято-Успенська церква — чинна церква, пам'ятка архітектури національного значення, у селі Радехів в Любомльському районі на Волині. Настоятель — прот. Віктор Сулік. Парафія належить до УПЦ МП.

## З історії храму
Церква у селі Радехів будувалась невідомо ким і коли, раніше вважалося, що храм збудований у 1701 (1706?) році, але є запис про освячення колишнього Августинського монастиря в 1753 році єпископом Вікарієм Камінським. На підставі цього запису про освячення монастиря нині доведено, що дата спорудження храму — 1752 рік. Церква побудована як костел Св. Михайла Августинського католицького монастиря. Чоловічий монастир існував поруч з церквою ще у XVII столітті. У 40-х роках XIX століття костьол був відремонтований і освячений як православна церква Успіння Пресвятої Богородиці. Храм мав два престоли, один з яких освячений в 1893 році. Одержував в рік доходів від землі, якої мав 66 десятин, 160 рублів. Церква огороджена муром з брамою, спорудженими у XVIII столітті.
Рішенням Волинського облвиконкому церква в Радехові у 1952 році знята з реєстрації і закрита, приміщення аварійне, але використовувалось під склад колгоспу. В 1959 році мешканці Радехова двічі звертались з проханням відкрити церкву, проте заяви були відхилені. Лише в грудні 1990 року парафіяни відновлять діяльність Свято-Успенської громади і протягом кількох років відреставрують храм, найстарішу будову села, що збереглася, який протягом майже 30 років стояв порожнім та руйнувався. Реставрація була завершена у 1993 році і нині настоятелем цього храму, який постановою ради Міністрів УРСР від 23 березня 1956 року був віднесений до пам'яток архітектури, що перебувають під охороною держави, є прот. Віктор Сулік.

## Зображення
- Свято-Успенська церква в Радехові (фото 1)
- Свято-Успенська церква в Радехові (фото 2)
- Радехів. Парадний фасад Успенської церкви

## Галерея

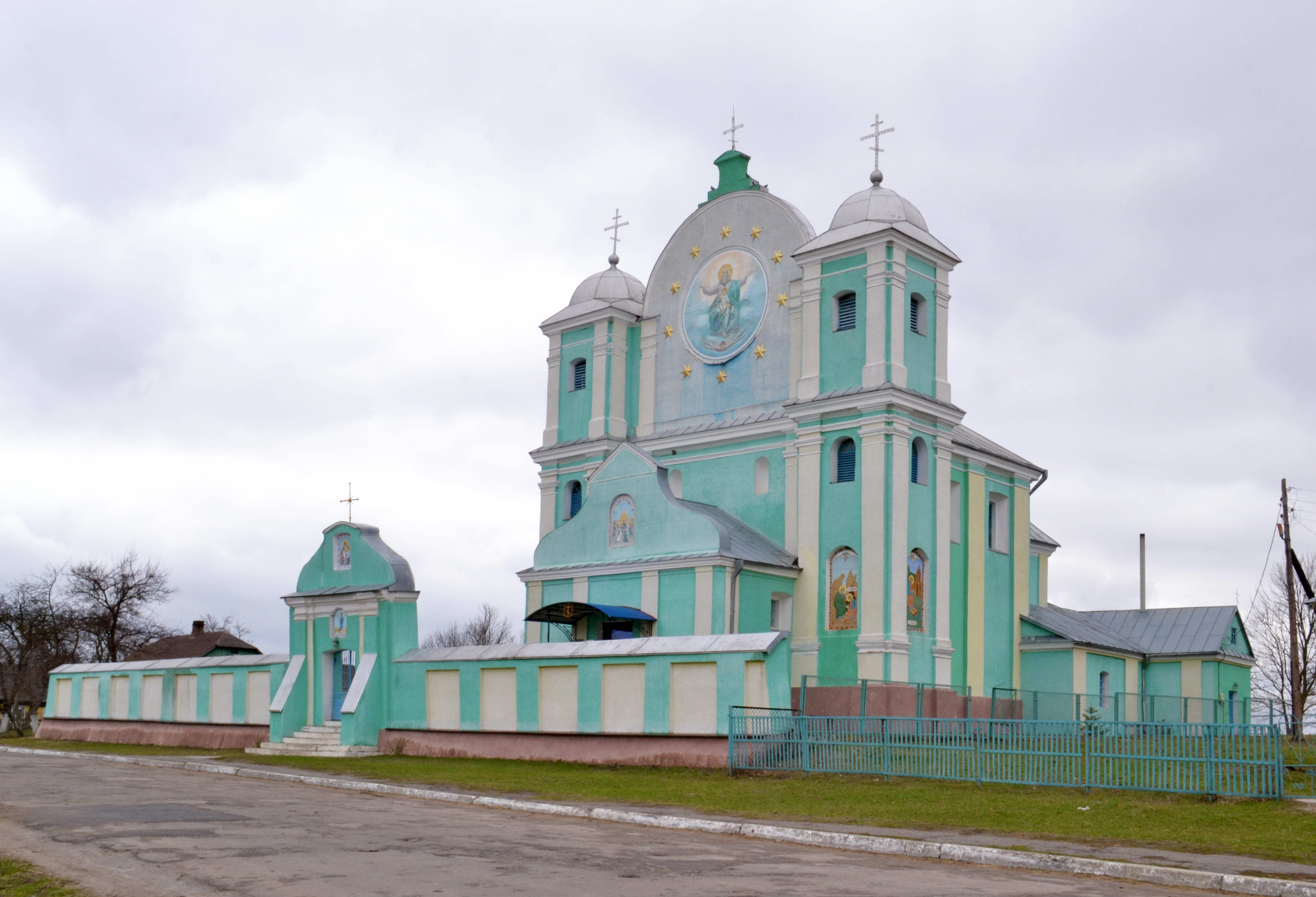
Церква Успіння Пресвятої Богородиці (нинішній вигляд)
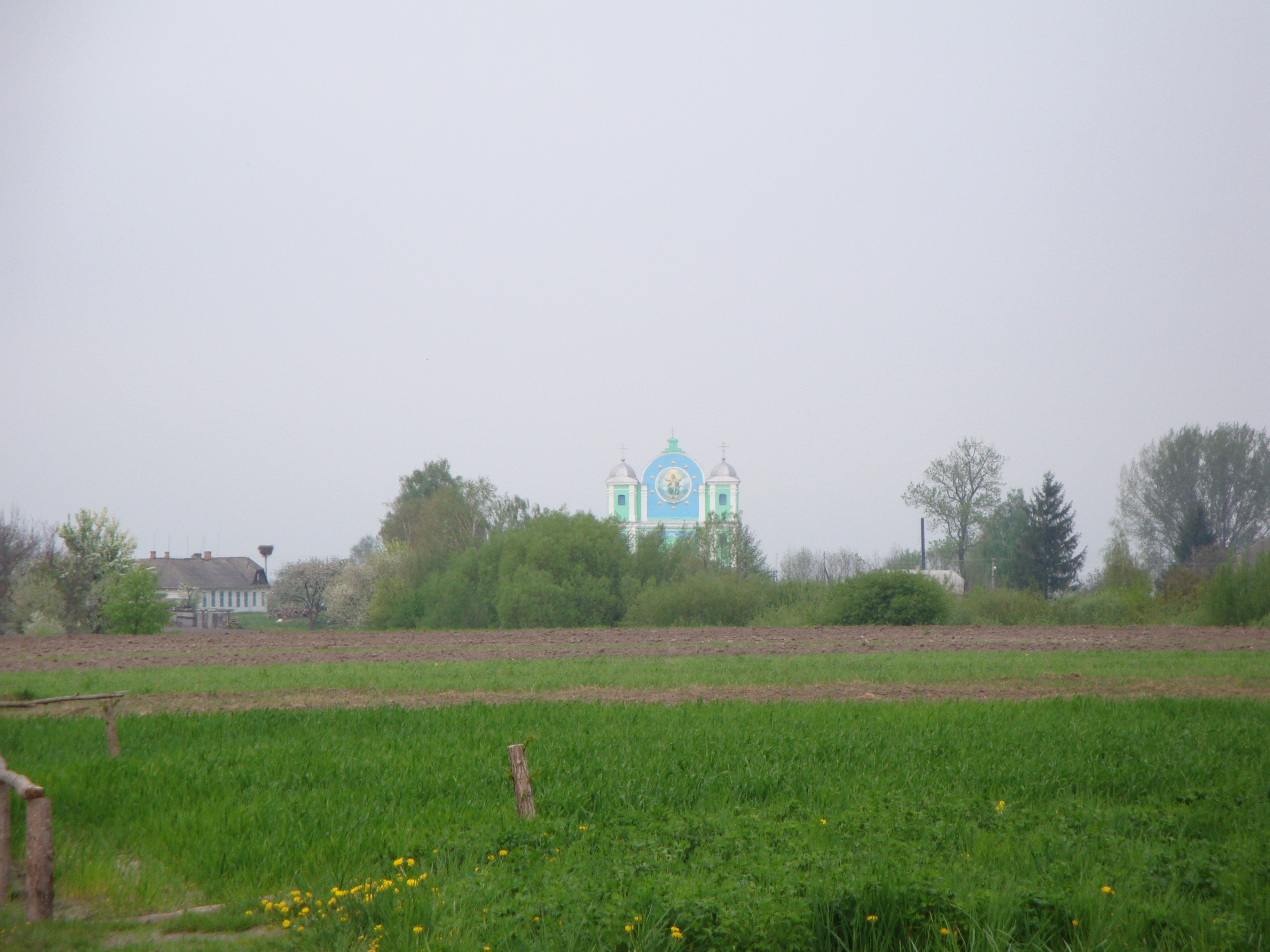
Церква Успіння Пресвятої Богородиці (вигляд з дороги Любомль — Володимир-Волинський)
Церква Успіння Пресвятої Богородиці (колишній вигляд)